# Brouwerij 't Paenhuys
Brouwerij 't Paenhuys is een Belgische microbrouwerij in het Oost-Vlaamse Nieuwkerken-Waas.

## Geschiedenis
De microbrouwerij werd opgericht in 2010 door hobbybrouwer Paul Van Nieulande. In 2012 versterkte de oudste zoon Dave het team en sinds juni 2022 is de jongste zoon Ischa ook werkzaam in de brouwerij. De naam 't Paenhuys verwijst naar het oude woord panhuis, dat brouwhuis betekent, oftewel 'gebouw waar de brouwketel staat'. Volgens de website van de brouwerij stond vroeger in elk dorp een zogenaamd paenhuys  dat "zijn brouwinstallatie ter beschikking stelde van de bewoners van het dorp om hun eigen brouwsels te maken".

## Bieren
- Witte Mie, Witbier, 4.3%
- Schapenkop, Tripel, 8%
- Monade, Amber Ale, 6.1%

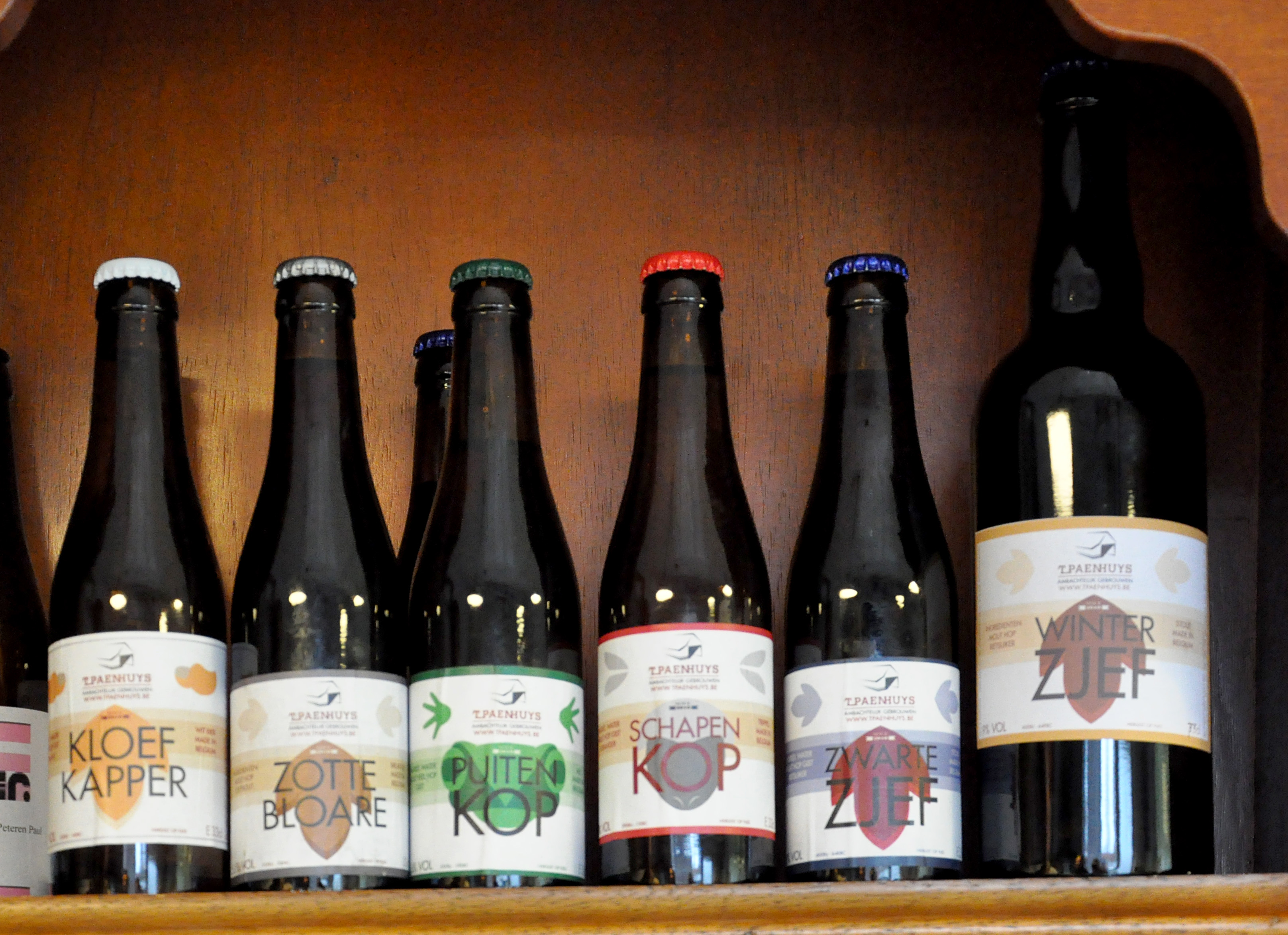
Volledige gamma 2012

- Zwarte Zjef, Stout, 9% (Winter Zjef en Zomer Zjef 9%)
- Gendaerm, Low alcohol IPA, 1%
- Bohemian IV, Indian Pale Lager, 5,9%
- Lune Mystère, Dubbelbok, 6.3%
- Kloefkapper, tarwebier, 5,7% (uit productie)
- Zotte Bloare, bruin, 5,5% (uit productie)
- Puitenkop, IPA, 5,6% (uit productie)